# SuS Olfen
Der Spiel und Sport 1927 e. V. Olfen (kurz: SuS Olfen) ist ein deutscher Sportverein aus Olfen. Er bietet die Sportarten Fußball, Handball, Turnen, Leichtathletik, Volleyball, Radsport, Badminton, Basketball und Tischtennis an.

## Geschichte
Der Verein wurde am 3. April 1927 gegründet und war ursprünglich ein reiner Fußballverein. Am 28. August 1968 wurden die Abteilungen Turnen, Leichtathletik und Volleyball gegründet. Die Handballabteilung wurde am 29. April 1992 gegründet.

## Volleyball
Die Frauen der Volleyballabteilung spielten in den Saisons 2001/02 und 2002/03 in der 2. Bundesliga. 

## Fußball
Die Fußballabteilung spielt aktuell in der Kreisliga A.

## Leichtathletik
Die Leichtathletikabteilung war Mitglied der LG Olympia Dortmund. Bei den Deutschen Meisterschaften 2014 belegte Anita Huber für den SuS Olfen den sechsten Platz im 100-km-Straßenlauf.